# Emilia Pio di Savoia
Emilia Pio di Savoia (Carpi, ... – Cantiano, 21 maggio 1528) è stata una nobildonna italiana.

## Biografia

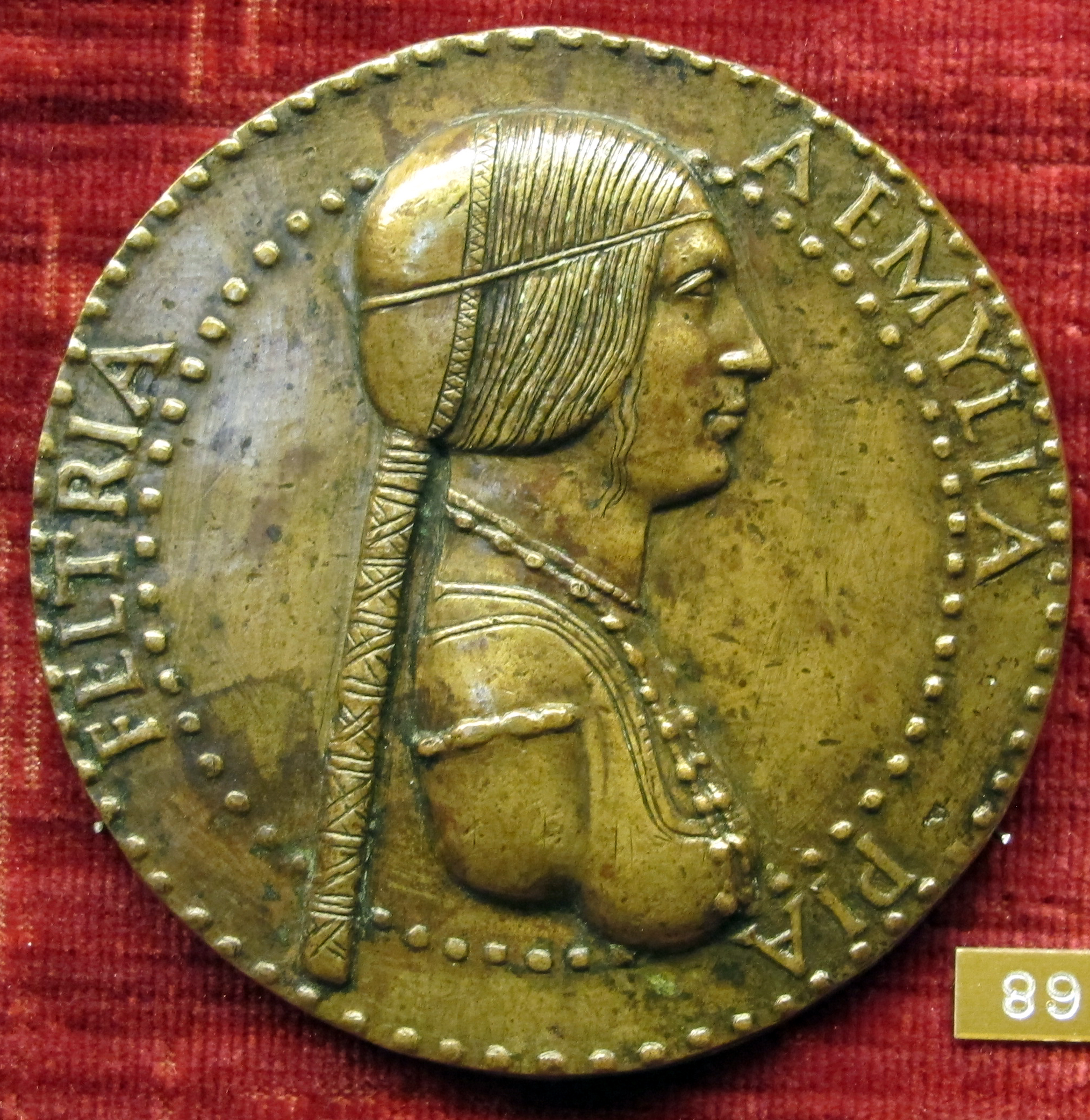
Adriano Fiorentino, Medaglia di Emilia Pio da Montefeltro.

Nota anche come Emilia Pia Montefeltro, era figlia di Marco II Pio (?-1493), figlio di Giberto (?-1466) e di Alda da Polenta, e di Benedetta del Carretto. Crebbe alla corte di Carpi, al tempo importante centro culturale.
Sposò nel 1487 Antonio da Montefeltro, figlio naturale e legittimato del duca di Urbino Federico da Montefeltro. La coppia non ebbe figli.
Dopo la sua morte del marito, Emilia divenne una delle più strette amiche e confidenti della cognata, la duchessa Elisabetta Gonzaga; visse pertanto dividendosi esclusivamente tra Urbino e Cantiano, e occupandosi dell'amministrazione del suo castello, nel quale morì nel 1528 da impia, ossia senza i conforti della religione; fu sepolta accanto alle spoglie del marito.

## Ritratti
Passò alla storia per essere stata effigiata da Raffaello nel celebre Ritratto di Emilia Pia da Montefeltro, 1504/1505, conservato nel Baltimore Museum of Art a Baltimora, e forse posò per il quadro La Gravida, conservato nella Galleria Palatina a Firenze.

## Ascendenza

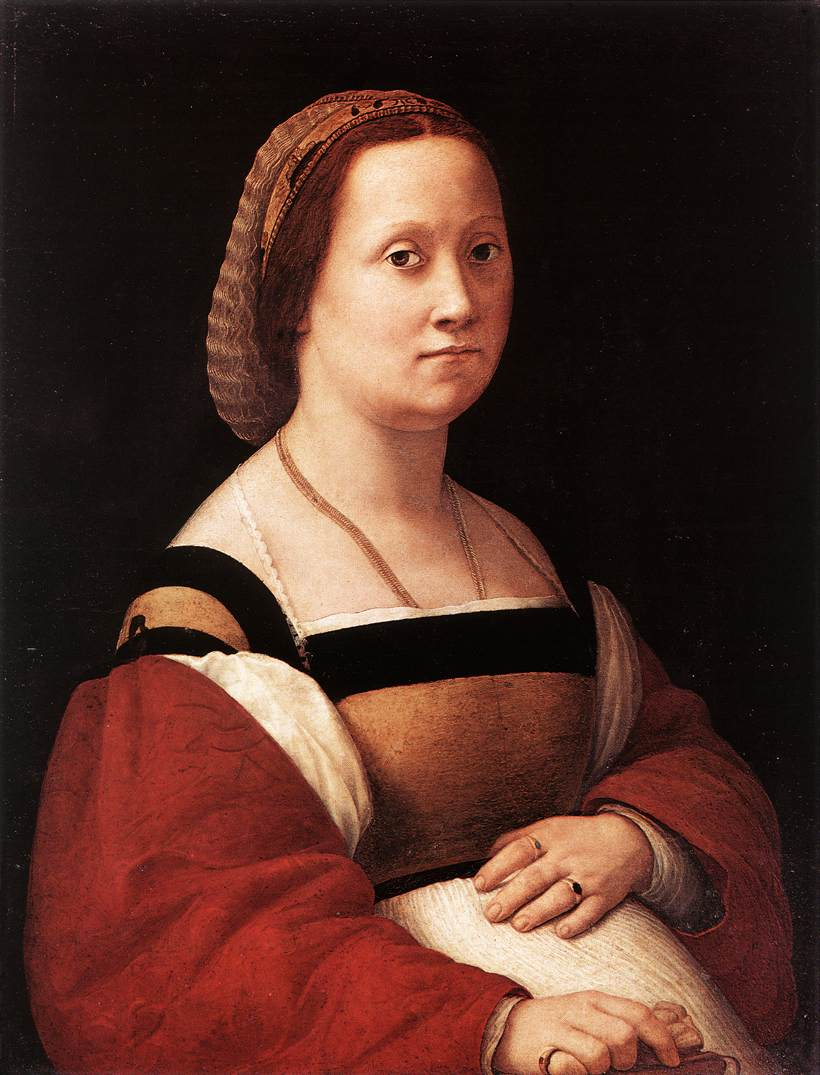
Raffaello, La Gravida, 1505/1506.

|                                                   |                                                     |                                                    | Genitori                                             |  |  | Nonni |  |  | Bisnonni                     |  |  | Trisnonni                      |  |
|                                                   |                                                     |                                                    |                                                      |  |  |       |  |  | Marco I Pio Signore di Carpi |  |  | Giberto I Pio Signore di Carpi |  |
|                                                   |                                                     |                                                    |                                                      |  |  |       |  |  | Marco I Pio Signore di Carpi |  |  | Giberto I Pio Signore di Carpi |  |
|                                                   |                                                     | Bianca Casati                                      |                                                      |  |  |       |  |  | Marco I Pio Signore di Carpi |  |  |                                |  |
| Giberto II Pio di Savoia Consignore di Carpi      |                                                     |                                                    |                                                      |  |  |       |  |  | Marco I Pio Signore di Carpi |  |  |                                |  |
|                                                   |                                                     | Taddea de’ Roberti                                 | Cabrino de’ Roberti                                  |  |  |       |  |  |                              |  |  |                                |  |
|                                                   |                                                     | Taddea de’ Roberti                                 | Cabrino de’ Roberti                                  |  |  |       |  |  |                              |  |  |                                |  |
|                                                   |                                                     | Taddea de’ Roberti                                 | Margherita del Sale                                  |  |  |       |  |  |                              |  |  |                                |  |
| Marco II Pio di Savoia Consignore di Carpi        |                                                     | Taddea de’ Roberti                                 |                                                      |  |  |       |  |  |                              |  |  |                                |  |
|                                                   |                                                     | Aldobrandino da Polenta                            | Guido III da Polenta                                 |  |  |       |  |  |                              |  |  |                                |  |
|                                                   |                                                     | Aldobrandino da Polenta                            | Guido III da Polenta                                 |  |  |       |  |  |                              |  |  |                                |  |
|                                                   |                                                     | Aldobrandino da Polenta                            | Elisa d'Este                                         |  |  |       |  |  |                              |  |  |                                |  |
| Alda da Polenta                                   |                                                     | Aldobrandino da Polenta                            |                                                      |  |  |       |  |  |                              |  |  |                                |  |
|                                                   |                                                     | ? Manfredi                                         | Alberigo Manfredi Signore di Marradi                 |  |  |       |  |  |                              |  |  |                                |  |
|                                                   |                                                     | ? Manfredi                                         | Alberigo Manfredi Signore di Marradi                 |  |  |       |  |  |                              |  |  |                                |  |
|                                                   |                                                     | ? Manfredi                                         | Antonia da Barbiano                                  |  |  |       |  |  |                              |  |  |                                |  |
| Emilia Pio di Savoia                              |                                                     | ? Manfredi                                         |                                                      |  |  |       |  |  |                              |  |  |                                |  |
|                                                   | Lazzarino II del Carretto Marchese di Finale e Noli | Lazzarino I del Carretto Marchese di Finale e Noli |                                                      |  |  |       |  |  |                              |  |  |                                |  |
|                                                   | Lazzarino II del Carretto Marchese di Finale e Noli | Lazzarino I del Carretto Marchese di Finale e Noli |                                                      |  |  |       |  |  |                              |  |  |                                |  |
|                                                   | Lazzarino II del Carretto Marchese di Finale e Noli | Marietta del Carretto                              |                                                      |  |  |       |  |  |                              |  |  |                                |  |
| Galeotto I del Carretto Marchese di Finale e Noli | Lazzarino II del Carretto Marchese di Finale e Noli |                                                    |                                                      |  |  |       |  |  |                              |  |  |                                |  |
|                                                   |                                                     | Caterina del Carretto                              | Giorgio del Carretto Signore di Grana e Roccavignale |  |  |       |  |  |                              |  |  |                                |  |
|                                                   |                                                     | Caterina del Carretto                              | Giorgio del Carretto Signore di Grana e Roccavignale |  |  |       |  |  |                              |  |  |                                |  |
|                                                   |                                                     | Caterina del Carretto                              | …                                                    |  |  |       |  |  |                              |  |  |                                |  |
| Benedetta del Carretto                            |                                                     | Caterina del Carretto                              |                                                      |  |  |       |  |  |                              |  |  |                                |  |
|                                                   |                                                     | Raffaele Adorno Doge della Repubblica di Genova    | Giorgio Adorno Doge della Repubblica di Genova       |  |  |       |  |  |                              |  |  |                                |  |
|                                                   |                                                     | Raffaele Adorno Doge della Repubblica di Genova    | Giorgio Adorno Doge della Repubblica di Genova       |  |  |       |  |  |                              |  |  |                                |  |
|                                                   |                                                     | Raffaele Adorno Doge della Repubblica di Genova    | Benedettina Spinola                                  |  |  |       |  |  |                              |  |  |                                |  |
| Vannina Adorno                                    |                                                     | Raffaele Adorno Doge della Repubblica di Genova    |                                                      |  |  |       |  |  |                              |  |  |                                |  |
|                                                   |                                                     | Violante Giustiniani-Longo                         | Giovanni Giustiniani-Longo                           |  |  |       |  |  |                              |  |  |                                |  |
|                                                   |                                                     | Violante Giustiniani-Longo                         | Giovanni Giustiniani-Longo                           |  |  |       |  |  |                              |  |  |                                |  |
|                                                   |                                                     | Violante Giustiniani-Longo                         | Lucia Grimaldi                                       |  |  |       |  |  |                              |  |  |                                |  |
|                                                   |                                                     | Violante Giustiniani-Longo                         |                                                      |  |  |       |  |  |                              |  |  |                                |  |